# 키수츠케노베메스토구

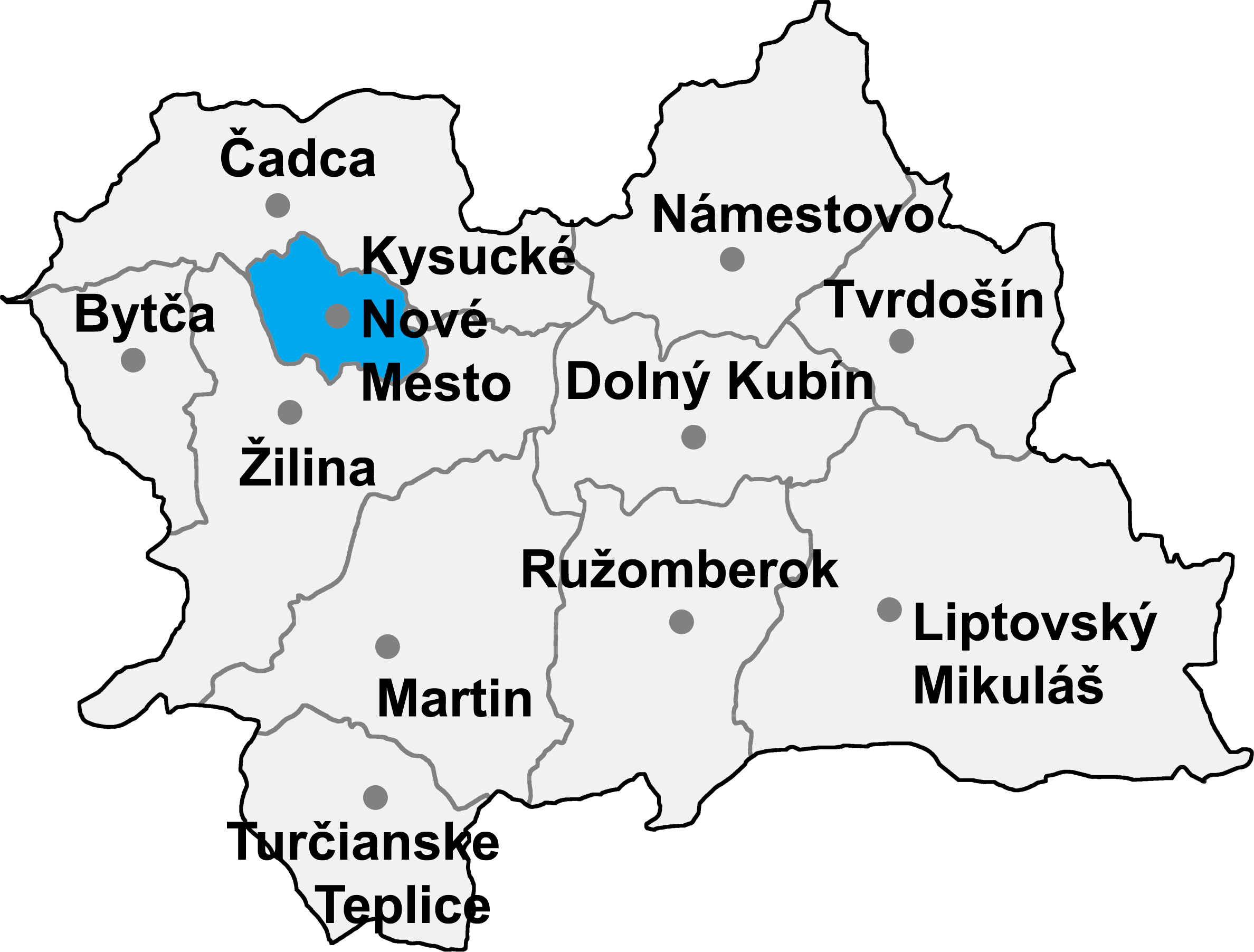
키수츠케노베메스토구의 위치

키수츠케노베메스토구(슬로바키아어: Okres Kysucké Nové Mesto)는 슬로바키아 질리나주를 구성하는 11개 구 가운데 하나로 행정 중심지는 키수츠케노베메스토이며 면적은 173.68km2, 인구는 33,158명(2014년 기준), 인구 밀도는 190.91명/km2이다.
질리나주 북서부에 위치하며 14개 지방 자치체(1개 시, 13개 마을)를 관할한다. 북쪽으로는 차트차구, 남쪽으로는 질리나구와 접한다.